# The Second World War
The Second World War (deutsche Übersetzung „Der Zweite Weltkrieg“) ist der Titel der Kriegserinnerungen von Sir Winston Churchill. 

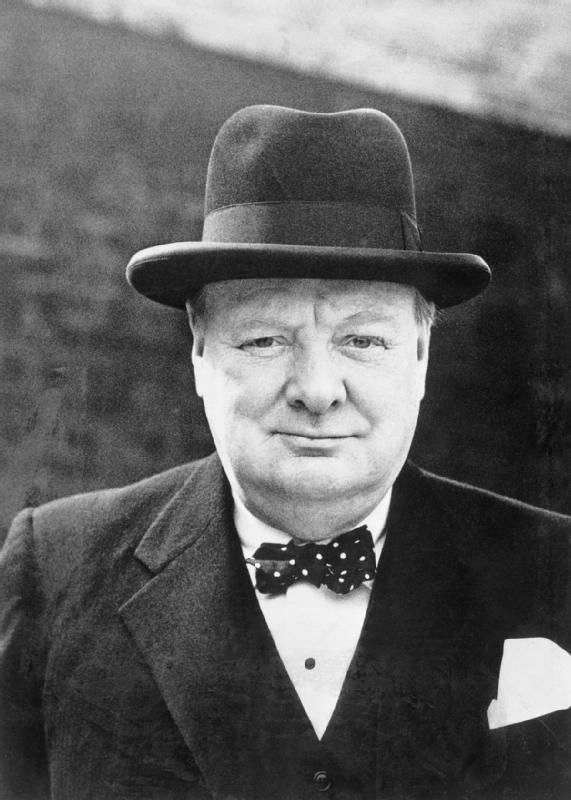
Winston Churchill - britischer Staatsmann und Literaturnobelpreisträger

Churchill begann mit der Niederschrift des sechsbändigen Werkes unmittelbar nach seiner Niederlage bei der Unterhauswahl am 5. Juli 1945. Die einzelnen Bände erschienen in den Jahren 1948 bis 1953. 1953 erhielt Churchill (anders als häufig kolportiert wird, nicht explizit für seine Kriegserinnerungen, aber eben auch für diese) den Nobelpreis für Literatur. Den Preis nahm seine Ehefrau Clementine an seiner Stelle entgegen, da er nach einem Schlaganfall im Juni 1953 bettlägerig war.

## Entstehungsgeschichte
Schon während des Krieges beschäftigte Churchill der Plan, die Ereignisse des Krieges historisch aufzuarbeiten. Erfahrungen als Historiker hatte Churchill bereits durch die Arbeit an verschiedenen anderen historischen und biografischen Werken, insbesondere an seiner Hexalogie The World Crisis über den Ersten Weltkrieg und an der mehrbändigen Biografie seines Ahnherren John Churchill, 1. Duke of Marlborough, gesammelt. Systematisch stellte Churchill noch während seiner Amtszeit als Premierminister Material für das von ihm geplante Werk bereit. Es hat durch die Reproduktion zahlreicher Dokumente den Status einer erstrangigen Quelle für die politische und militärische Geschichte des Zweiten Weltkrieges.

## Bände
Die Bände der ersten Ausgabe hatten folgende Titel und Erscheinungsjahre:
1. The Gathering Storm (1948)
2. Their Finest Hour (1949)
3. The Grand Alliance (1950)
4. The Hinge of Fate (1950)
5. Closing the Ring (1951)
6. Triumph and Tragedy (1953)

Spätere Ausgaben hatten zum Teil eine andere Unterteilung.
Eine deutsche Ausgabe ist folgendermaßen unterteilt:
- Band I. Der Sturm zieht auf. Erstes Buch: Von Krieg zu Krieg. Zweites Buch: Drole de Guerre.
- Band II. Englands größte Stunde. Erstes Buch: Der Zusammenbruch Frankreichs. Zweites Buch: Allein.
- Band III. Die große Allianz. Erstes Buch: Hitlers Angriff auf Russland. Zweites Buch: Amerikas Krieg.
- Band IV. Schicksalswende: Die Sturmflut aus Asien. Zweites Buch: Die Befreiung Afrikas.
- Band V. Der Ring schließt sich. Erstes Buch: Italien kapituliert. Zweites Buch: Von Teheran bis Rom.
- Band VI. Triumph und Tragödie. Erstes Buch: Dem Sieg entgegen. Zweites Buch: Der Eiserne Vorhang.

## Inhalt
Der erste Band (The Gathering Storm – Der Sturm zieht auf) enthält Material, das Churchill bereits in den 1930er Jahren in der Absicht verfasst hatte, es in einem Buch über die Geschichte der Zeit nach 1919 zu veröffentlichen. Der „Sturm“ behandelt die Vorgeschichte des Zweiten Weltkrieges und bestimmte über Jahre hinweg die Meinung in Öffentlichkeit und Geschichtswissenschaft über die Appeasement-Politik der Regierungen Baldwin und Chamberlain. Churchill übt schonungslose Kritik an der Politik seiner Amtsvorgänger.
Der Titel des zweiten Bandes (Their Finest Hour – Englands größte Stunde) spielt auf die Abschlussworte von Churchills berühmter Unterhausansprache vom 18. Juni 1940 an, in der er, in der Situation größter Bedrohung der Souveränität der britischen Insel, äußerte: „Let us therefore brace ourselves to our duties, and so bear ourselves that if the British Empire and its Commonwealth last for a thousand years, men will still say, ‘This was their finest hour’.“ („Lasst uns darum unsere Pflicht tun, und lasst sie uns so tun, dass sogar nach tausend Jahren, wenn es dann noch ein britisches Reich und sein Commonwealth gibt, die Menschen sagen werden: Das war ihre beste Stunde.“) Inhaltlich beschreibt dieser Band die Chronologie der deutschen Vorstöße im Westen und schildert die prekäre Lage Großbritanniens nach der Niederlage Frankreichs, bis der Ausgang der Luftschlacht um England eine Entspannung brachte.
Im dritten Band (The Grand Alliance – Die Große Allianz) stellt Churchill die Ausweitung des kontinentaleuropäischen Krieges zum Weltkrieg dar: den deutschen Überfall auf die Sowjetunion und seine Bündnispolitik mit Stalin, dessen Nichtangriffspakt mit Hitler vom August 1939 er verurteilt sowie den Kriegseintritt der Vereinigten Staaten im Dezember 1941.
Während Churchill bis zu diesem Zeitpunkt als die warnende Kassandra, als der Inspirator und Heros britischer Kriegsanstrengungen erscheint, tritt in den übrigen Bänden (The Hinge of Fate – Schicksalswende, Closing the Ring – Der Ring schließt sich und Triumph and Tragedy – Triumph und Tragödie) die Tendenz zur Rechtfertigung gegenüber der nach 1945 einsetzenden Kritik stärker in den Vordergrund. Im Mittelpunkt dieser Kritik standen unter anderem die Formel der „bedingungslosen Kapitulation“ (ventiliert während der Konferenz von Casablanca) sowie die Konferenzen der großen Drei überhaupt (Teheran, Jalta, Potsdam), die Politik gegenüber der Sowjetunion und die polnische Frage.

## Analyse
Churchill richtet den Fokus seiner Betrachtungen nahezu ausschließlich auf die politischen und militärischen Aspekte des Krieges, während eine Erörterung wirtschaftlicher Zusammenhänge und sozialer Probleme fast völlig außen vor bleibt. Das politische Denken, das in seinem Werk zutage tritt, ist ganz der historischen Großmachtpolitik des Britischen Empires verpflichtet.
Im Sinne des Treitschkeschen Diktums, dass die großen Männer die Geschichte machen, entwirft Churchill in The Second World War eine ganz auf sich, als die die Geschichte prägende Persönlichkeit, zugeschnittene Darstellung des Zweiten Weltkrieges. So ergibt sich eine Mischung aus Autobiografie und Geschichtsschreibung.
Churchills Schreibstil ist an den Klassikern der britischen Geschichtsschreibung und unter jenen zumal an Gibbons und Macaulays geschult, deren Werke er in seiner Jugend (z. T. mehrfach) las. Der geschliffene Stil, dessen Churchill sich in The Second World War befleißigt, hat ihm zwar – zusammen mit der mehrbändigen Biografie seines Ahnenherren John Churchill, 1. Duke of Marlborough, die er in den 1930er Jahren verfasste – den Nobelpreis für Literatur eingebracht, wurde aber auch kritisiert, so etwa vom Schweizer Carl Jacob Burckhardt, der das „ewig Gestrige in seinem Ton“ bemängelte.

## Ausgaben

### In englischer Sprache
- The Second World War, 6 Bände. London 1948–1954:
  - The Gathering Storm (1948)
  - Their Finest Hour (1949)[2]
  - The Grand Alliance (1950)
  - The Hinge of Fate (1950)
  - Closing the Ring (1951)
  - Triumph and Tragedy (1953)
- The Second World War, 6 Bände. Harmondsworth 1986.

### In deutscher Übersetzung
- Der Zweite Weltkrieg, 6 Bde. mit jeweils 2 Teilen, 3914 S.,  Scherz, Bern 1949–1954. Auch Teilausgaben. Zahlreiche Lizenzausgaben.
- Gekürzte Ausgabe einbändige Ausgabe mit 1135 S.: Der Zweite Weltkrieg. Mit einem Epilog über die Nachkriegsjahre. Scherz, Bern 1960. Neuausgabe 1989 und 1995.
  - Fischer Taschenbuch, Frankfurt am Main 2003, ISBN 3-596-16113-4.
- Leicht gekürzte Fassung, Kassette mit sechs Bänden unter dem Titel: Der Zweite Weltkrieg. Memoiren, 6 Bde., 2307 S., Ullstein, Frankfurt am Main/Berlin 1985, ISBN 3-548-33060-6. (mit einem einleitenden Essay von Rolf Hochhuth in Band 1).